# Vincent Gallo
Vincent Gallo (Buffalo, 11 april 1961) is een Amerikaans acteur en regisseur, filmproducent, screenwriter, en muzikant.

## Filmcarrière
Alhoewel hij enkele kleine rollen gehad heeft in films voor het grote publiek als Goodfellas, wordt hij voornamelijk geassocieerd met de onafhankelijke filmindustrie. Zijn bekendste werk is de film Buffalo '66, die hij schreef, regisseerde en waarin hij acteerde.

## Schilder en muzikant
In de jaren 80 werkte Gallo als een figuratief schilder in New York, trad hij op in een rap-duo en speelde hij in de bands, Grey, samen met Jean-Michel Basquiat, die toen nog onbekend was als schilder, en Bohack. In de late jaren 90 speelde Gallo in een rockgroep, Bunny. Hij werkte verder onder andere samen met Sean Lennon en Jim O'Rourke. Na 2000 bracht hij enkele albums uit bij Warp Records.
In 2005 werd hij gevraagd als curator voor het All Tomorrow's Parties festival, waar hij Yoko Ono als headliner plaatste.

## Selecte filmografie

### Acteur
- Promises Written in Water (2010)
- Essential Killing (2010)
- Tetro (2009)
- Oliverio Rising (2007)
- Dirt (2007-tv)
- Moscow Zero (2006)
- The Brown Bunny (2003)
- Stranded: Náufragos (2001)
- Get Well Soon (2001)
- Trouble Every Day (2001)
- Hide and Seek (2000)
- Freeway II: Confessions of a Trickbaby (1999)
- Buffalo ’66 (1998)
- L.A. Without a Map (1998)
- Truth or Consequences, NM (1997)
- Nénette et Boni (1996)
- The Funeral (1996)
- Basquiat (1996)
- Palookaville (1995)
- The Perez Family (1995)
- Arizona Dream (1993)
- The House of the Spirits (1993)
- Goodfellas (1990)

### Schrijver/Regisseur
- Promises Written in Water (2010)
- The Brown Bunny (2003)
- Buffalo ’66 (1998)

## Discografie

### Albums
- It Took Several Wives - (1982), uitgebracht op Family Friend Records (als Bohack)
- The Way It Is Soundtrack - (1984), uitgebracht op Rojo Records
- Buffalo 66 Soundtrack - (1998), uitgebracht op Will Records
- When - (2001), uitgebracht op Warp Records (als Vincent Gallo)
- Recordings Of Music For Film - (2002), uitgebracht op Warp Records

### Singles
- "So Sad" EP - (2001), uitgebracht op Warp Records
- "Honey Bunny" 7" - (2001), uitgebracht op Warp Records